# 朝山意林庵
朝山 意林庵（あさやま いりんあん、天正17年9月8日（1589年10月17日） - 寛文4年9月21日（1664年11月8日））は江戸時代前期の儒学者。幼くして出家した後、儒学に転じ、細川氏等に仕え、後光明天皇の進講を務めた。排仏論を唱えた仮名草子『清水物語』の著者とされる。
本姓大伴氏、後に源氏。幼名は藤丸、法号は素心。北白川三位入道と称した。

## 生涯
天正17年（1589年）9月8日、山城国京都に九条家諸大夫朝山宮内少輔久綱の子として生まれた。幼名は藤丸。慶長元年（1596年）8歳で出家し、三井寺、東福寺等に歴住し、随心院門跡とも関係があったと思われる。なお、この時両親と死別したというのは誤り。
慶長15年（1610年）、豊前国に下って小倉藩主細川忠利に仕え、慶長18年（1613年）帰京して中御霊に住んだ。慶長16年（1611年）、朝鮮から来日した儒学者李文長の学統を継いだ。
寛永5年（1630年）居を祇園林に卜し、寛永7年（1632年）移った。『閑散余録』によれば、当初九条家諸大夫を務めたが、致仕し、安井の北隣、曼珠庵という地に隠居したという。寛永7年（1632年）、駿河国に下って駿府藩主徳川忠長に仕えたが、意見を聞き入れられなかったため、翌年母の病を理由に帰京した。寛永11年（1634年）より、熊本藩に転じていた細川忠利、細川光尚から500石の賄料を受け取った。後に長講堂長老となる。
二条康道の推挙により、承応2年（1653年）2月2日後光明天皇に『中庸』を講じた。この後、5代祖朝山利綱が白川伯王家の白川富秀次男であることを根拠に北白川三位入道を名乗り、本姓を源氏と改める。従五位下相当の右馬頭入道を名乗る短冊が伝わり、この後に三位に昇ったとも考えられるが、これら位階が正式なものかは不明である。『中庸』の講義は3月7日で終わり、4月22日からは『周易』を講じたが、6月23日の内裏火災で中断し、翌年2月に再開した。
承応3年（1654年）の天皇の崩御後は隠居し、加賀藩に出仕の誘いも断ったが、大垣藩主等が教えを受けに訪れた。寛文4年（1664年）9月21日、病死した。辞世は「万巻胸中無一物。六経心裏有衆人。秋風吹散遊魂変。変動寂然清月新。」墓所は長講堂。
正徳3年（1714年）9月の五十回忌に当たり、忠常により墓碑が建てられ、また正海和尚の要請で西向きに改葬された。
大正8年（1919年）、正五位を追贈された。

## 家族
- 祖父：朝山日乗
- 父：朝山久綱 - 従五位下宮内少輔。元和7年（1621年）7月死去。
- 母：秦氏[2]
  - 兄：朝山幸綱 - 従五位下宮内少輔[2]。
  - 姉：阿波局 - 後水尾天皇宮に仕える[2]。
  - 弟：朝山吉信 - 幸綱出家後、家督を継ぐ[2]
  - 弟：朝山景吉 - 斎助。細川忠利、光尚に仕える[2]。
    - 朝山幸和 - 細川光尚、綱利に仕える[2]。
- 子：朝山忠常 - 幼名久丸。細川綱利に仕え、後に出家する。中務卿法眼心乗。寛保2年（1742年）90歳で死去[2]。